# بخشش (فیلم ۲۰۲۵)
بخشش (انگلیسی؛ Mercy) یک فیلم علمی تخیلی آمریکایی آماده اکران به کارگردانی تیمور بکمامبتوف، نویسندگی مارکو ون بل، تهیه‌کنندگی چارلز روون و بکمامبتوف و با بازی کریس پرت، ربکا فرگوسن و آنابل والیس است.
در حال حاضر این فیلم قرار است در ۱۵ اوت ۲۰۲۵ توسط آمازون ام‌جی‌ام استودیوز از طریق مترو گلدوین میر در ایالات متحده منتشر شود.

## داستان
یک کارآگاه پس از متهم شدن به یک جنایت باید بی‌گناهی خود را ثابت کند.

## ساخت
فیلمبرداری در ۱۸ آوریل ۲۰۲۴ در لس آنجلس با خالد محتسب به عنوان فیلمبردار آغاز شد. کریس پرت در روز چهارم فیلمبرداری از ناحیه مچ پا آسیب دید و عکسی از مچ پا متورم در صفحه اینستاگرام خود منتشر کرد.  فیلمبرداری در ۲۳ می به پایان رسید.